# Xylota novaeguineae
Xylota novaeguineae är en tvåvingeart som beskrevs av Heikki Hippa 1978. Xylota novaeguineae ingår i släktet vedblomflugor, och familjen blomflugor. Inga underarter finns listade i Catalogue of Life.